# Brum Canet
Brum Uruguay Canet (Mercedes, 1934 - 4 de febrero de 2005) fue un militar y político uruguayo perteneciente al Frente Amplio.
Alcanzó el grado de Mayor en el Ejército Nacional Uruguayo. Por oponerse a la dictadura cívico-militar estuvo preso en el Penal de Libertad.
Militante del Frente Amplio en Treinta y Tres y luego en Montevideo, en 1994 participó en la fundación de Asamblea Uruguay. Por este sector resultó electo diputado para el periodo 1995-2000, siendo reelecto en dos ocasiones.
Falleció antes de asumir la banca en el último periodo.